# Пентланд, Фредерик
Фредерик Биконсфилд (Фред) Пентланд (англ. Frederick Beaconsfield "Fred" Pentland; 29 июля 1883, Вулвергемптон — 16 марта 1962, Литчетт-Мэтрейверс, Дорсет) — английский футболист и тренер. Выступал на позиции форварда в ряде английских клубов, провел 5 матчей в сборной Англии по футболу. Во время Первой мировой войны находился в Германии в числе узников лагеря Рулебен, где организовал с единомышленниками футбольные соревнования.
Тренировал олимпийские сборные Германии и Франции. Известен по своей работе с рядом клубов Испании, трижды становился главным тренером клуба «Атлетик Мадрид» и дважды — клуба «Атлетик Бильбао». До настоящего времени является наиболее успешным тренером «Атлетика» из Бильбао, с которым 2 раза выигрывал чемпионат Испании и 5 раз побеждал в Кубке Испании. В Бильбао Пентланд получил прозвище «Котелок» (исп. El Bombín), из-за любви к соответствующему головному убору.

## Карьера игрока
Перед тем, как прийти в «Блэкпул» в 1903 году, Пентланд работал в качестве помощника оружейника и играл за различные молодёжные команды в окрестностях Бирмингема. В «Блэкпуле» он задержался ненадолго и вскоре перешёл в «Блэкберн Роверс», где играл до 1906 года. После одного сезона, проведенного в дальнейшем в «Брентфорде», игрок присоединился к команде «Куинз Парк Рейнджерс» и помог ей выиграть чемпионат Южной Лиги в 1908 году. Впоследствии Пентланд участвовал в первых в истории матчах за Суперкубок Англии, в которых «Куинз Парк Рейнджерс» уступил победителю Первого дивизиона Футбольной лиги — «Манчестер Юнайтед». В 1908 году Пентланд перешёл в «Мидлсбро», где выступал вместе с Альфом Коммоном и Стивом Блумером. В этот же период футболист привлекался к играм сборной Англии по футболу, за которую провел 5 игр, в том числе в 1909 году принял участие в розыгрыше Домашнего чемпионата Великобритании, где Англия одержала победу. В 1912 году Пентланд перешёл в «Галифакс Таун» на позицию играющего тренера, а затем завершил игровую карьеру в клубе «Сток Сити».

## В германском плену
После завершения карьеры футболиста Пентланд отправился в 1914 году в Берлин, чтобы возглавить национальную олимпийскую сборную Германии по футболу. Однако, несколько месяцев спустя началась Первая мировая война, и англичанин Пентланд был помещен в Рулебен, лагерь для военнопленных гражданских лиц, располагавшийся в берлинском районе Шпандау. В лагере содержались от 4 до 5 тысяч человек. Постепенно в лагере сложилось своё небольшое общество, среди которого спорт, и в частности, футбол, стал одним из популярных развлечений. Были организованы кубок и чемпионат по футболу, в играх которых принимали участие как минимум 1000 узников лагеря. Пентланд стал одним из организаторов, и сам также играл в футбол. Он стал председателем Футбольной ассоциации Рулебена и писал заметки о футболе в издававшийся в лагере журнал.
Помимо Пентланда в Рулебене также содержались другие футболисты: бывшие партнеры по сборной Англии Сэмюэль Уолстенхолм и Стив Блумер, ветеран английской сборной Фред Спайксли, игрок сборной Шотландии Джон Кэмерон, а также футболист довоенной сборной Германии английского происхождения Эдвин Даттон и известный по выступлениям за «Эвертон» и «Тоттенхэм Хотспур» Джон Брирли. 2 мая 1915 года команда Англия XI с Пентландом, Уолстенхолмом, Брирли и Блумером провела матч с командой Остальной мир XI, капитаном которой был Кэмерон. Ближе к концу войны был проведен турнир Кубок Союзников (Coupe de Allies), для участия в котором были сформированы команды, представлявшие Британию, Францию и Бельгию. Фред Пентланд оставался в лагере до самого конца войны, после чего возвратился в Англию. Восстанавливась после лагеря в госпитале на западе Англии, Пентланд женился на военной вдове, работавшей там в качестве медицинской сестры.

## Со сборной Франции на Олимпийских играх
В 1920 году Пентланд возглавил олимпийскую сборную Франции по футболу, принимавшую участие в летних Олимпийских играх в Антверпене. Сборная выступала в турнире сразу со стадии четвертьфиналов, где она успешно переиграла сборную Италии со счетом 3:1. В полуфинале французы уступили сборной Чехословакии 1:4. Дальнейшие события на футбольном олимпийском турнире разворачивались следующим образом — вышедшая в финал сборная Чехословакии во время финального матча покинула поле в знак протеста против судейства и была дисквалифицирована. Был организован утешительный турнир за серебряные и бронзовые медали, в котором французы принимать участие отказались и в полном составе покинули игры.

## Тренерская карьера в Испании
В 1920 года Пентланд возглавил испанский клуб «Расинг» из Сантандера, но уже через год был приглашен в «Атлетик Бильбао». Он посностью перестроил игру команды, делая упор на игру в короткий пас. В 1923 году он привел «Атлетик Бильбао» к победе в Кубке Испании. В 1925 году Пентланд покинул Бильбао и стал главным тренером мадридского «Атлетика» и в 1926 году вывел столичный клуб в финал кубка. Затем он покинул Мадрид и на один сезон возглавил клуб «Овьедо». В 1927 году он вернулся в «Атлетик» из Мадрида и одержал с ним победу в Центральном чемпионате (Campeonato del Centro). В год создания испанской Лиги Пентланд также занимал должность главного тренера мадридцев. В 1929 году английский специалист был помощником тренера сборной Испании Хосе Мария Матеоса в матче со сборной Англии, прошедшем в Мадриде на стадионе «Атлетика» — «Метрополитано» — и завершившимся победой испанцев со счетом 4:3. Испанская сборная стала первой небританской командой, которая смогла одержать победу над сборной Англии.
В 1929 году Пентланд снова встал у руля «Атлетика» из Бильбао. В последующие годы он привел клуб к дублю в чемпионате и кубке страны в 1930 и 1931 годах. Под его руководством клуб из страны Басков четыре года подряд (1930—1933) становился обладателем Кубка Испании, а также занимал второе место в чемпионате Испании в 1932 и 1933 годах. «Атлетик Бильбао» времен Пентланда славился сильной линией нападения, в том числе забивными форвардами, такими как Бата и Гильермо Горостиса, выигрывавшими Трофей Пичичи. В 1931 году «Атлетик Бильбао» также одержал рекордную победу на «Барселоной» со счетом 12:1, этот результат не превзойден до сих пор. В 1933 году Пентланд в третий раз стал наставником мадридского «Атлетика», но вскоре был вынужден вернуться в Англию из-за начавшейся в Испании гражданской войны.

## Возвращение в Англию
Вернувшись в Англию, Пентланд краткое время работал помощником тренера в «Брентфорде», после чего в январе 1938 года возглавил клуб третьего дивизиона Англии «Барроу». В сезоне 1939/40 соревнования футбольной лиги были прерваны из-за начавшейся Второй мировой войны. В июне 1940 года его работа в клубе была завершена.
В 1959 году «Атлетик» пригласил Пентланда в Испанию на специально организованный в честь него матч с «Челси» и наградил тренера памятной медалью. После смерти Пентланда в 1962 году «Атлетик» провел поминальную службу в его честь на стадионе Сан-Мамес. Фред Пентланд похоронен в деревне Литчетт-Матраверс в Дорсете.

## Достижения

### В качестве игрока
- Чемпион Южной футбольной лиги (1): 1907/08 («Куинз Парк Рейнджерс»)
- Обладатель Домашнего чемпионата Великобритании (1): 1909 (Сборная Англии)

### Тренерские достижения
- Победитель Центрального чемпионата (Испания) (1): 1927/28 («Атлетик Мадрид»)
- Победитель Чемпионата Бискайи (Испания) (5): 1923/24, 1924/25, 1930/31, 1931/32, 1932/33 («Атлетик Бильбао»)
- Чемпион Испании (2): 1929/30, 1930/31 («Атлетик Бильбао»)
- Обладатель Кубка Испании (5): 1923, 1930, 1931, 1932, 1933 («Атлетик Бильбао»)